# Due maschi per Alexa
Due maschi per Alexa (Fieras sin jaula) è un film del 1972 diretto da Juan Logar.

## Trama
Alexa è una giovane donna che vive a Parigi e nonostante sia sposata con Ronald, un uomo ricchissimo ma assai più vecchio di lei, lo tradisce con Pietro, trascorrendo con lui dei momenti di svago in una villa in Normandia a strapiombo sul mare. Proprio mentre i due sono a letto insieme, si palesa Ronald il quale non era in Svezia per un viaggio d'affari come aveva detto, poi pistola alla mano, si spara togliendosi la vita davanti ai due amanti. Scossi da quanto accaduto, tentano di chiamare la polizia, ma scoprono che uscire dalla camera da letto risulta impossibile quando improvvisamente delle serrande di ferro calano rumorosamente nelle finestre e nel vano della porta. Alexa e Pietro si ritrovano intrappolati, e a tenere loro compagnia rimane solo il corpo senza vita di Ronald e la sua voce registrata. Egli ha deciso di condannare a morte la moglie e il suo amante imprigionandoli nella villa come penitenza per averlo umiliato con i loro tradimenti. 
Per ingenuità e disperazione, Pietro tenta in tutti i modi di trovare una via d'uscita, sparando alle serrande con la pistola con cui Ronald ha commesso suicidio, appiccando un fuoco o scrivendo dei messaggi di aiuto su delle banconote facendole cadere dalla finestra, ma tutto inutilmente perché la stanza è praticamente blindata e la villa troppo isolata. Alexa accetta fin dall'inizio con rassegnazione la sua imminente morte e la memoria la riporta agli eventi che l'hanno condotta verso questo tragico epilogo: ella era una studentessa che andava all'università, incline ad abbandonare gli studi preferendo una vita di facile divertimento, tra denaro e mondanità. All'epoca era sentimentalmente legata a Filippo, un suo caro amico che provava un tenero amore per lei, non ricambiato dal momento che Alexa, pur volendogli bene, era decisamente poco affascinata dalla semplicità del ragazzo.
Alexa conobbe quindi Ronald tramite la figlia di lui, Caterina, amica di Alexa ai tempi dell'università. Incontrò Ronald proprio al matrimonio di Caterina, un uomo affabile, gentile e da tempo vedovo, e Alexa riuscì a farlo innamorare di lei facendo leva sul desiderio di Ronald di ritrovare il suo vigore e la sua perduta gioventù, vedendo ormai i suoi anni migliori come un ricordo lontano. Alexa rappresentava per lui la fatua speranza di un nuovo inizio e quando le chiese di diventare sua moglie, naturalmente lei accettò solamente perché desiderava i suoi soldi. Caterina aveva da sempre disapprovato il loro matrimonio sapendo che i sentimenti di Alexa erano alimentati solo dalla sua brama di soldi e di vita facile.
Alexa e Ronald conobbero per caso Pietro, un giovane pittore spregiudicato, in un locale notturno. Alexa rimase subito catturata dal suo fascino aggressivo e i due non tardarono a intraprendere una relazione alle spalle di Ronald. Nessuno dei due si curava di quanto il loro comportamento fosse immorale. Pietro soddisfaceva il desiderio di amore fisico di cui Alexa aveva bisogno e la donna, nella sua arroganza, non si preoccupava di nascondere la sua relazione con la dovuta cautela, tanto che una mattina, mentre Pietro tornava a casa con Alexa, i due trovarono ad attenderli proprio Ronald, il quale già sospettava che la moglie gli fosse infedele. Pietro, nel pieno della sua boria, non mostrò nessun pentimento per aver sedotto la giovane moglie dell'uomo, anche perché Ronald non mostrava l'intenzione di chiederle il divorzio benché fosse ovvio che Alexa lo tradiva senza scrupoli, sembrava anzi addirittura disposto ad accettare i suoi tradimenti visto che per lui il loro matrimonio era sempre stato più che altro un investimento.
Ormai comunque Alexa e Pietro, intrappolati nella villa, sono stati privati della passione che li legava, e tra i due cresce molto presto un forte sentimento d'odio, consci che a portarli alla rovina è stata la pessima influenza che ciascuno dei due esercitava sull'altro, animati unicamente dalla loro incontenibile tracotanza. 
A tratti è come se la voce di Ronald continuasse a perseguitarli. In un primo momento, stufo delle umiliazioni che la moglie gli infliggeva, Ronald aveva deciso di togliersi la vita, ma poi capì che per trovare il giusto compiacimento era necessario che Pietro e Alexa pagassero per la loro arroganza, e fu così che iniziò ad architettare il piano che li avrebbe portati alla morte, intrappolandoli nella villa nella quale desideravano divertirsi.
Il pensiero di Alexa va a Filippo, che ormai ha già trovato un'altra fidanzata; ha capito di aver sbagliato a rinnegare l'amore innocente che lui provava nei suoi confronti, avendo preferito a Filippo l'avidità e i soldi che Ronald poteva offrirle. In parte sa di meritare quello che le sta succedendo per aver approfittato della debolezza emotiva di un uomo più anziano di lei solo per poter godere di una vita di lusso e divertimento. Pietro risveglia il ricordo dell'unica donna che avesse mai realmente amato, di cui ormai non ricordava nemmeno il nome, e rimpiange di averle voltato le spalle, anch'egli rinnegandola preferendo un'esistenza di miserabile cinismo.
Alla fine Alexa uccide Pietro con le ultime forze rimaste per poi attendere anche lei l'inesorabile morte. La vendetta di Ronald è così completa.